# Muzeum Chwały Oręża Polskiego w Witnicy
Muzeum Chwały Oręża Polskiego w Witnicy – prywatne muzeum w Witnicy. Jego założycielem i właścicielem był emerytowany pułkownik Czesław Chmielewski.
Podczas II wojny światowej Czesław Chmielewski służył w szeregach 15 pułku piechoty. Podczas walk pod Budziszynem został ciężko ranny. W wyniku braku informacji o jego losie został uznany za zaginionego, a następnie zmarłego. Tymczasem został uratowany przez radzieckich sanitariuszy i przetransportowany na tyły.
W latach siedemdziesiątych XX wieku z książki Kazimierza Kaczmarka pt. „Przez trzy granice” dowiedział się o swej rzekomej śmierci oraz o tym, że został odznaczony orderem Virtuti Militari. Podczas wizyty w Zgorzelcu, na tamtejszym cmentarzu wojskowym odnalazł nagrobek ze swym nazwiskiem. Wówczas, w hołdzie poległym towarzyszom broni, postanowił utworzyć muzeum pamiątek wojskowych.
Zbiory muzealne podzielone są na działy: wojsko polskie 1919–1939, Polskie Siły Zbrojne, ludowe Wojsko Polskie oraz współczesne siły zbrojne. W skład ekspozycji wchodzą: broń, mundury, ekwipunek, mapy, dokumenty, zdjęcia i odznaczenia wojska polskiego. Szczególną uwagę zwraca kolekcja oryginalnych mundurów noszonych przez powstańców warszawskich. Natomiast na podwórzu znajduje się uzbrojenie: armaty, haubice i działa przeciwlotnicze. 